# 二林武德殿
二林武德殿地址為彰化縣二林鎮之斗苑路五段110號，位於彰化縣警察局芳苑分局二林分駐所與員林客運二林站之間，主體尚在維修中。
二林武德殿於臺灣日治時期大正年間所建，作為日本警察人員柔道、劍道的訓練場地。中華民國接管臺灣後，彰化縣警察局二林分局繼續將武德殿做為員警柔道與體能訓練的場所，民國88年二林分局員警體技館興建完成後，武德殿改為辦公室。
起初二林武德殿所在位置，彰化縣警察局被二林分局辦公廳舍及宿舍圍繞，外人難得一窺。後因二林分局所處部分土地為私人所有，無法原地改建，爰於民國95年遷移至芳苑並改成「芳苑分局」，原址則由芳苑分局二林分駐所使用。亦因舊二林分局部分辦公室建築報廢拆除，才讓二林武德殿再度重見天日。
彰化縣文化局於民國93年10月20日登錄二林武德殿為彰化縣歷史建築。
二林武德殿建築為日式入母屋造風格，屋脊為馬背上獅頭，巨大雄偉，兩側各鑲「武」與「德」，故為「武德殿」。山牆上方木雕有六葉、破風板、懸魚等裝飾。整棟屋宇為鋼筋混凝土加強磚造，洗石子為牆面，並以基腳將地板架高，基座四周設有通風口，並於通風口裝設鐵柵門防止動物進入。